# Arcyptera fusca
Arcyptera fusca är en insektsart som först beskrevs av Peter Simon Pallas 1773.  Arcyptera fusca ingår i släktet Arcyptera och familjen gräshoppor. Inga underarter finns listade i Catalogue of Life.

## Bildgalleri

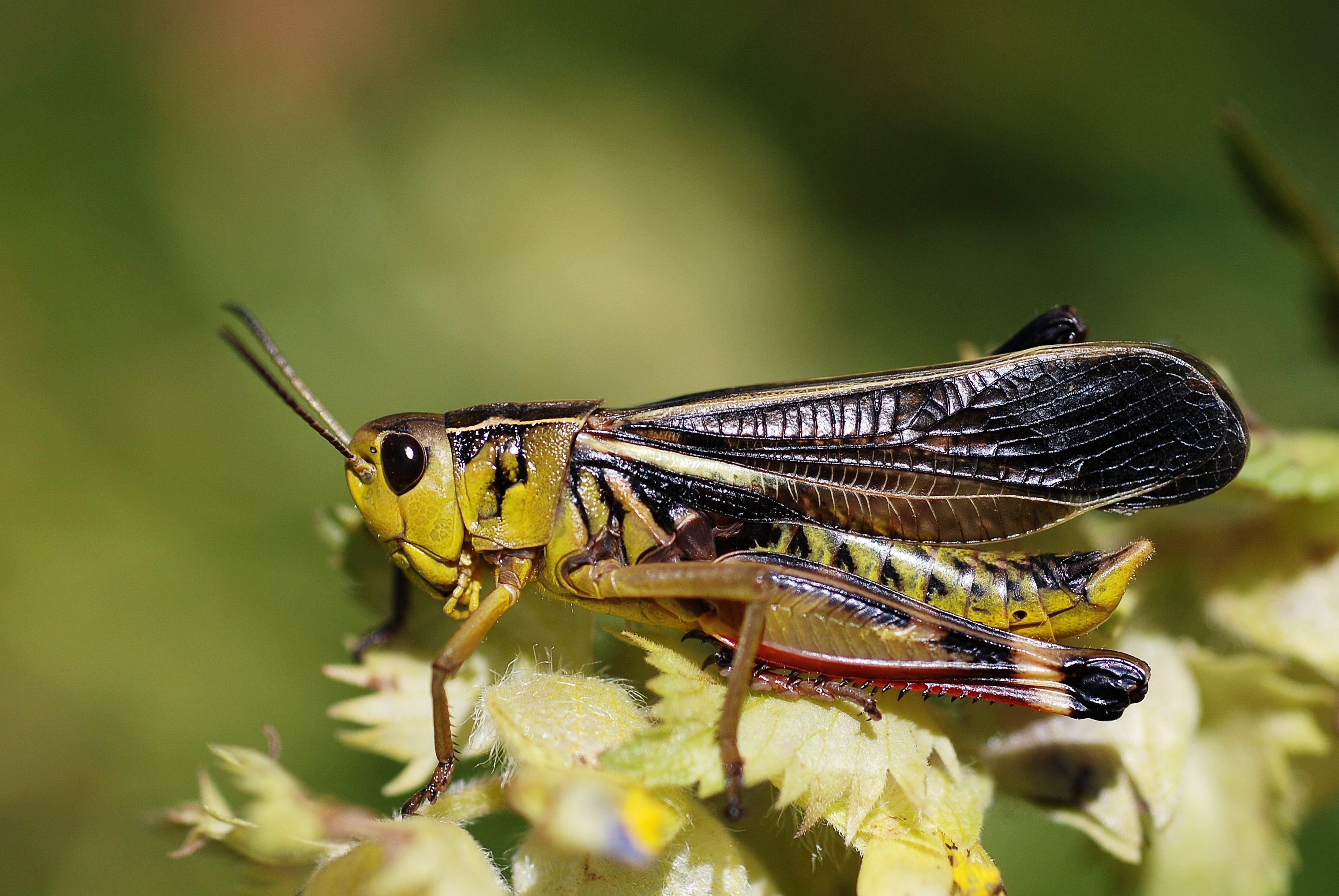
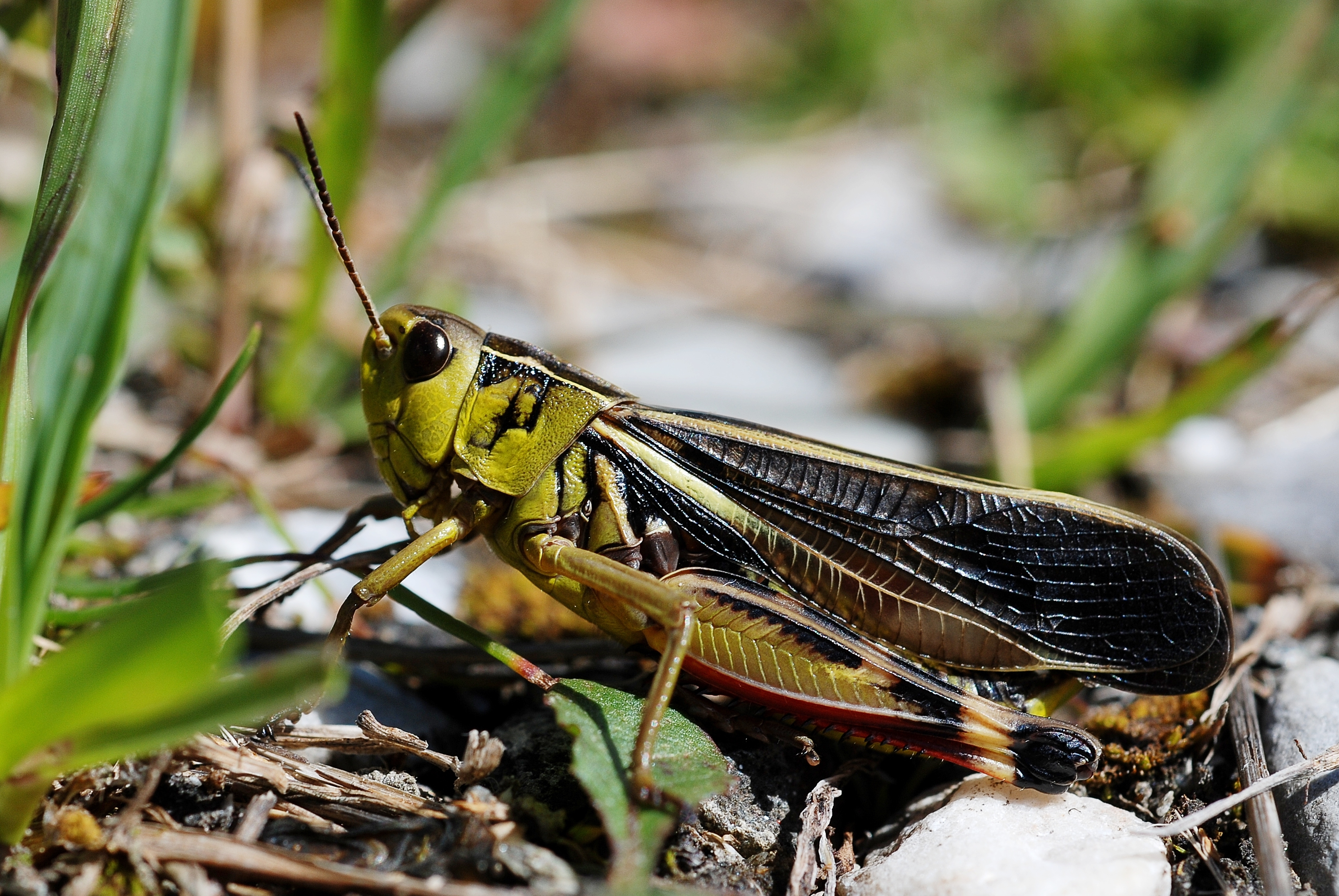
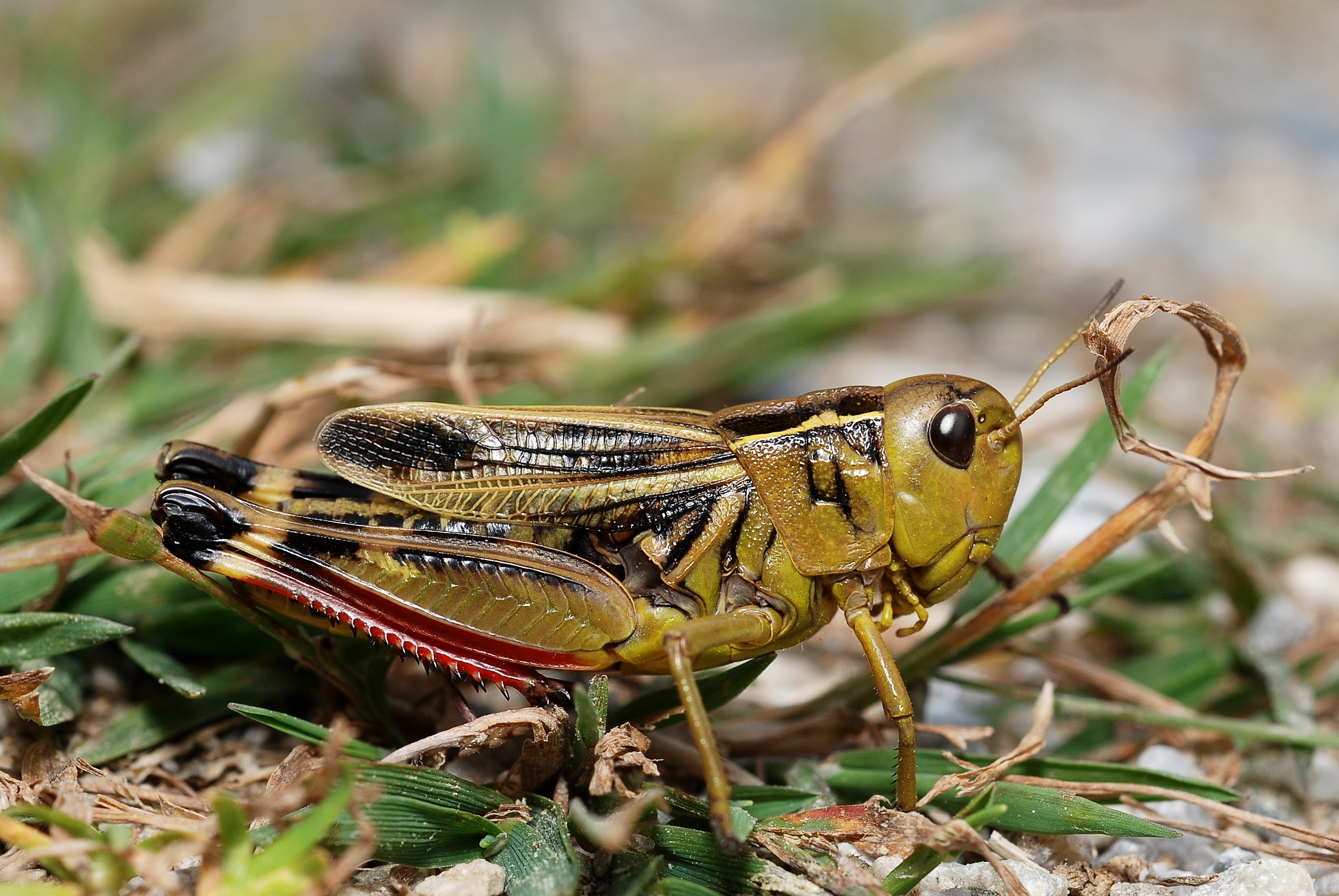
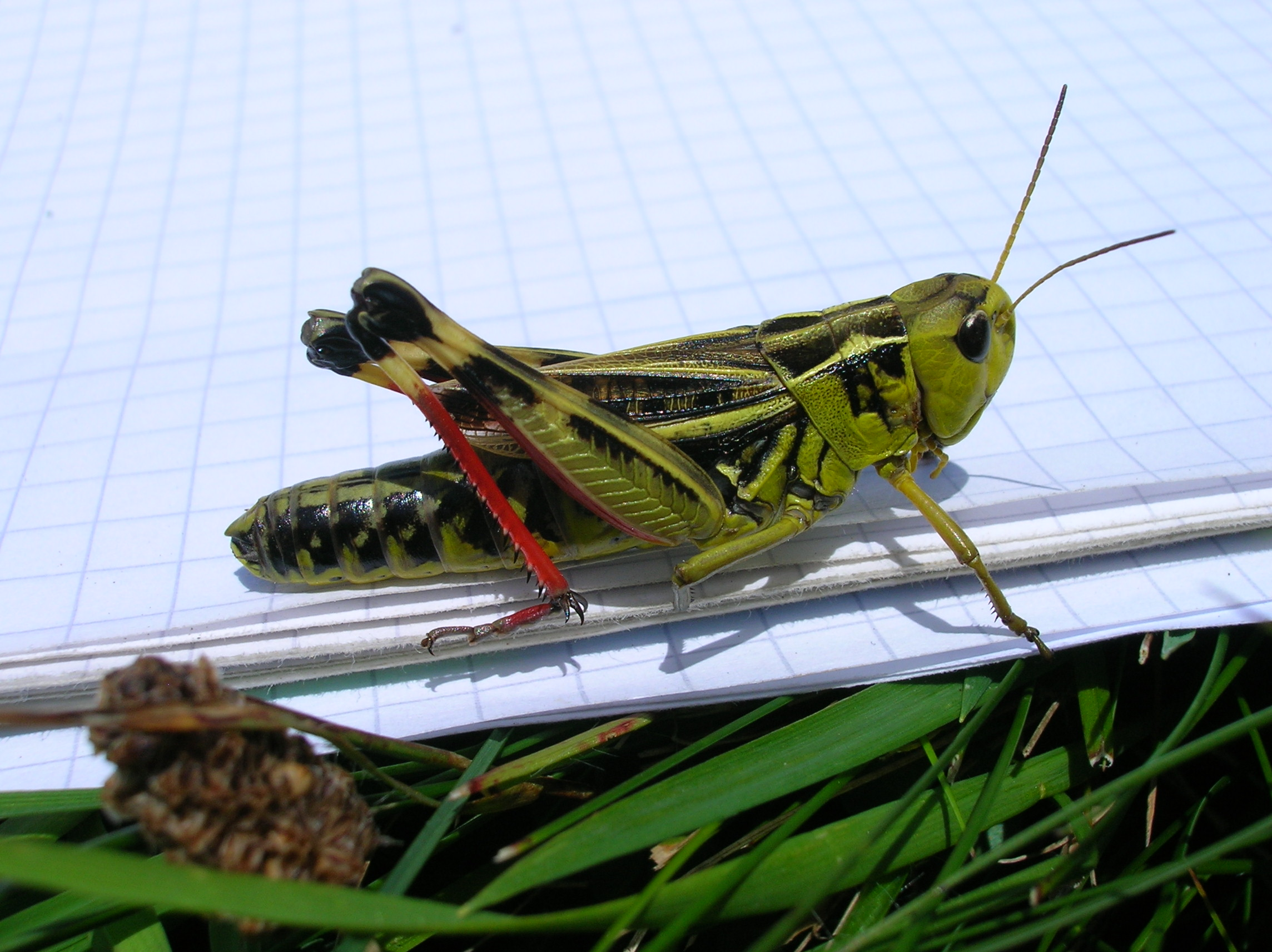
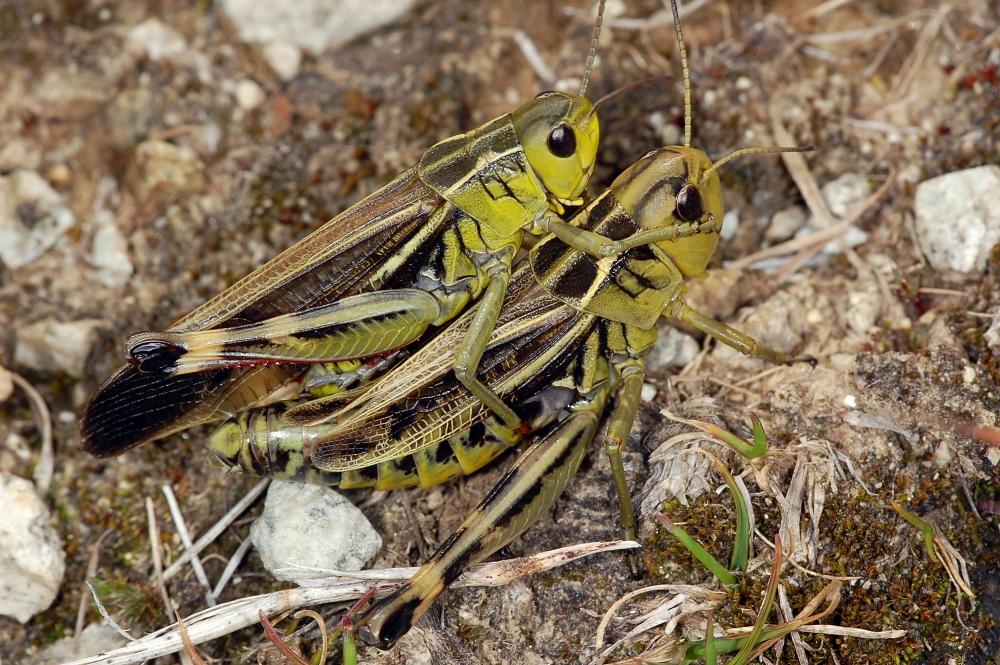
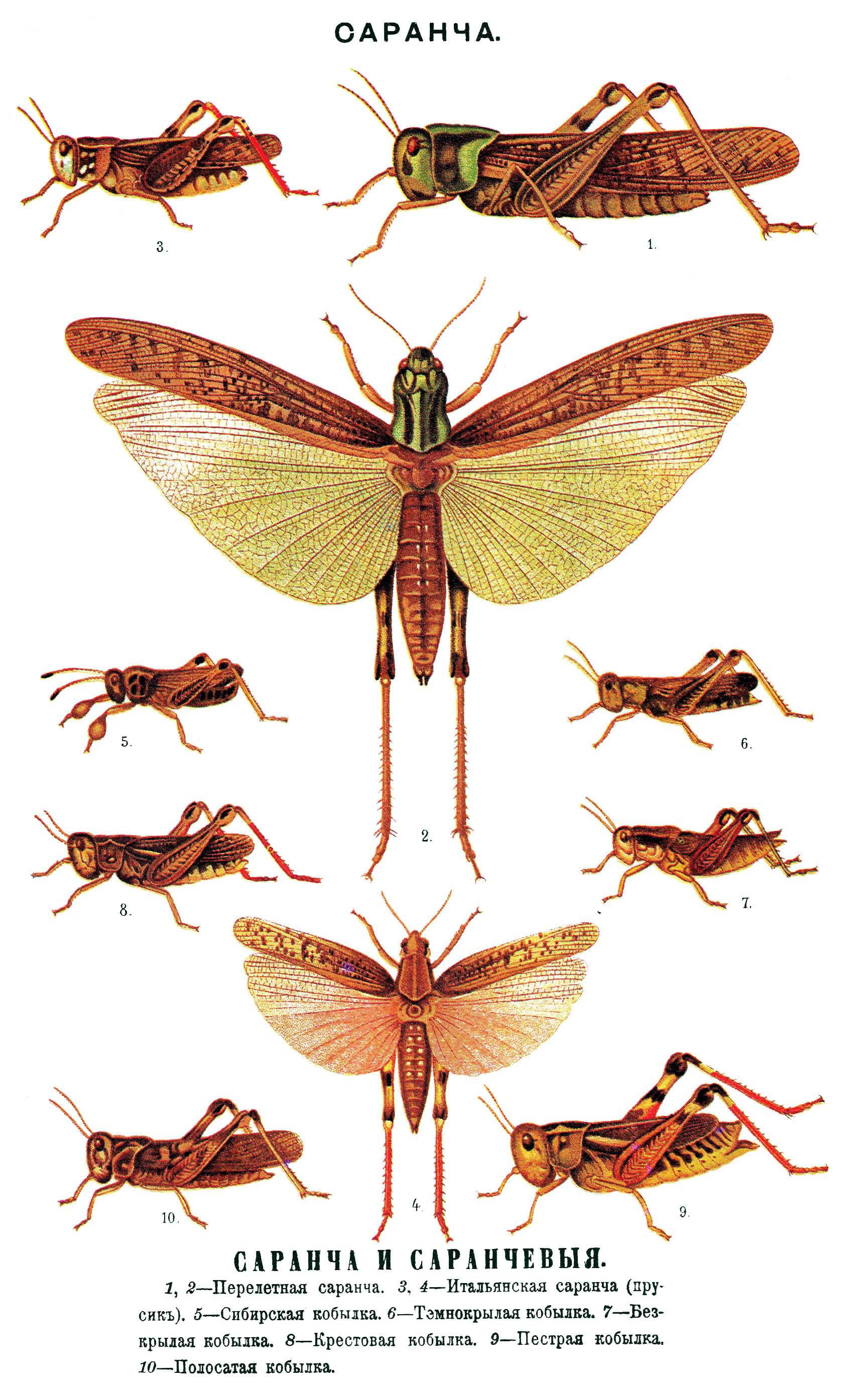